# انتخابات فرمانداری نیویورک (۲۰۱۸)
انتخابات فرمانداری نیویورک (انگلیسی: New York gubernatorial election, 2018) به عنوان بخشی از انتخابات عمومی ایالت نیویورک برگزار می‌شود. در این انتخابات فرماندار و معاون فرماندار (ایالات متحده آمریکا) تعیین می‌شود. در عین حال که انتخابات مقدماتی احزاب دموکرات و جمهوری‌خواه برگزار خواهد شد و هر حزب می‌تواند دو کاندید جداگانه معرفی نماید، در۶ نوامبر ۲۰۱۸ انتخابات عمومی برگزار می‌شود. فرماندار اندرو کوئومو از حزب دموکرات (ایالات متحده) برای سومین بار درانتخابات فرمانداری شرکت می‌کند.

## پیشینه
اندرو کوئُوْمُوْ فرماندار فعلی و ۵۶امین فرماندار ایالت نیویورک و عضو حزب دموکرات ایالات متحده آمریکا در سال ۲۰۱۴ تصمیم گرفت برای دومین بار در انتخابات فرمانداری نیویورک شرکت کند و موفق شد زفیر دیکات از حزب جمهوریخواه را در انتخابات اولیه بانتیجه ۶۳٪ بر ۳۳٪ شکست دهد و سپس در چالش بعدی بر راب آستر رینا نامزد حزب جمهوریخواه با نتیجه ۵۴٪ بر ۴۰٪ به پیروزی دست یافت.